# Thomasine Gyllembourg
Thomasine Christine Gyllembourg-Ehrensvärd, född Buntzen 9 november 1773 i Köpenhamn, död där 1 juli 1856, var en dansk författare.

## Biografi
Thomasine Buntzen gifte sig 1790 med skriftställaren Peter Andreas Heiberg. 1791 fick de sonen Johan Ludvig Heiberg. Sedan hennes man 1799 blivit landsförvisad och makarna skilts, gifte hon 1801 om sig med Carl Fredrik Ehrensvärd, som i Danmark bar sin mors efternamn Gyllembourg. Sedan hon 1815 blivit änka flyttade hon till sin son, där hon kvarstannade till sin död 1856.
1827 lät Gyllembourg-Ehrensvärd sonen Johan Ludvig Heiberg publicera den anonyma "Et brev, som enhver bedes at læse" i sin spirituella tidning Kjöbenhavns flyvende post. Denna första berättelse åtföljdes av "Klaras skriftemål" och flera andra småberättelser, som i hennes samlade arbeten förekommer under titeln Familjen Polonius. I samma tidning publicerades även berättelsen "En hverdagshistorie" (1828), vilken åtföljdes av en serie noveller och skisser, som gjorde signaturen "Forfatteren til En hverdagshistorie" mycket omtyckt i Danmark (hennes identitet röjdes först efter hennes död).
Hennes skrifter, av vilka ganska många översatts till svenska ("Berättelser af förf. till En hverdagshistorie", 1835), tyska och franska, utgavs 1849–1851 av Johan Ludvig Heiberg.